# Bloodlust (EP)
Bloodlust ist eine Kollaborations-EP des US-amerikanischen Sänger, Rapper und Songwriter nothing, nowhere. mit dem Schlagzeuger Travis Barker. Die EP wurde am 20. September 2019 über Fueled by Ramen veröffentlicht.

## Entstehung
Durch gemeinsame Freunde erfuhr der Sänger nothing, nowhere. (bürgerlich: Joe Mulherin), dass der Schlagzeuger Travis Barker (u. a. Blink-182) gerne mit ihm zusammenarbeiten würde. Mulherin musste nach eigener Aussage nicht lange überlegen und sagte zu, zumal Barker einen großen Einfluss auf Mulherins Leben hatte. Beide Musiker trafen sich in Barkers Studio und schrieben mehrere Lieder zusammen. Bei dem Lied Destruction beteiligte sich Alex Gaskarth von der Band All Time Low am Songwriting.
Gastsänger bei dem Lied Back2You ist Blackbear. Produziert wurde die EP von Drew Fulk, Jay Vee, nothing, nowhere., Travis Barker & Zakk Cervini. Gemischt wurde die Bloodlust von Alex Tumay und Zakk Cervini, während Chris Athens das Mastering übernahm. Für das Lied Destruction wurde ein Musikvideo veröffentlicht.

## Hintergrund
Die Inspiration für seine Texte holte sich Joe Mulherin durch Träume, in denen er ein Vampir war. Zunächst dachte er darüber nach, seine eigene Vergangenheit hinter sich zu lassen. Da er jedoch müde davon war, von seinem eigenen Leben zu erzählen schrieb er seine Texte so, als ob er eine andere Person töten wolle.

„Auch wenn Musik hift brauchte ich eine Pause von mir und meinem Gehirn, so dass ich mehr Geschichten erzähle. Ich nehme meine Emotionen und packe sie in die Geschichten anderer Personen.“

Joe Mulherin bezeichnet Destruction als nostalgisches Lied, in dem es darum geht, sich mit Entscheidungen, die man einst getroffen hat, abzufinden und mit Bedauern umzugehen.

## Rezeption
Yasmin Brown vom Onlinemagazin Punktastic beschrieb Bloodlust als „gleichzeitig umwerfende wie betrübliche Kollaboration von zwei unglaublich talentierten Individuen“. Die EP könnte ein „monumentaler Trigger für diejenigen sein, die sich im Leben abmühen, aber auch eine warme Umarmung für die, die sich alleine mit ihrem Schmerz fühlen“. James Holder vom Onlinemagazin Discovered Magazine lobte die Qualität der EP und ergänzte, dass nothing, nowhere. „für größere Dinge bestimmt wäre“. Durch die Hilfe von Travis Barker würden diese größeren Dinge „eher früher als späte kommen“. Holder vergab acht von zehn Punkten.